# Godzilla x Kong: Supernova
Godzilla x Kong: Supernova är en kommande amerikansk monsterfilm, med planerad premiär 2027. Filmen är en uppföljare till Godzilla x Kong: The New Empire från 2024 och den sjätte filmen i MonsterVerse-franchisen. Den regisseras av Grant Sputore, med manus skrivet av David Callaham och Michael Lloyd Green. Filmen började spelas in i Queensland i april 2025.
Filmen är planerad att ha biopremiär i USA den 26 mars 2027, utgiven av Warner Bros. Pictures.

## Rollista (i urval)
- Dan Stevens – Trapper[6]
- Kaitlyn Dever[6]
- Jack O'Connell[6]
- Delroy Lindo[6]
- Matthew Modine[6]
- Alycia Debnam-Carey[6]